# Massangano (Wehranlage)
Die Wehranlage Massangano war im 19. Jahrhundert eine Palisadenfestung im Zambezia genannten Gebiet des heutigen Mosambik. Die Anlage war der wichtigste Stützpunkt der afro-portugiesischen Familie Da Cruz, Zentrum ihres zumeist ebenfalls Massangano genannten Herrschaftsbereiches sowie Ort mehrerer blutiger Schlachten während der Zambezi-Kriege von 1840 bis 1902.

## Bauwerk und Lage
Massangano war eine traditionelle „Aringa“, also eine im nominell portugiesisch beherrschten Sambesigebiet des 16. bis 19. Jahrhunderts weit verbreitete Form von Wehranlage, die hauptsächlich aus einer Einfriedung mit mächtigen, lebenden Bäumen bestand. Die leichte Artillerie der Portugiesen war nicht in der Lage, diese Baumfestungen zu zerstören. Die Anlage von Massangano erstreckte sich direkt unterhalb des Zusammenflusses des Mazowe-Flusses in den Sambesi und war nach portugiesischen Beschreibungen etwa 1300 Meter lang und 150 – 180 Metern tief. Zwischen die einzelnen Bäume, die die Festungsmauern bildeten, waren kreuzweise Stangen gesteckt, die zusammengebunden waren. Ein einzelner Felsen überragte die Seite der Aringa, die hier durch eine weitere Einfriedung und ein oder zwei hölzerne Wachtürme verstärkt war. In der Mitte der Anlage befand sich ein flacher Hügel, auf dem sich das Wohnhaus der Familie Da Cruz und ihr Familien-Mausoleum befand. Es gab eine zentrale Straße, an der sich die Hütten der übrigen Bewohner befanden.
Massangano beherrschte den Sambesi und damit die Durchfahrt auf dieser Hauptverkehrsader von der etwa 300 Kilometer entfernten Küste des Indischen Ozeans Richtung Norden zu den wichtigen innerafrikanischen Handelsplätzen Tete und Zumbo.

## Geschichte
Die Anlage wurde von Joaqim José da Cruz errichtet, der das Gebiet 1849 von der portugiesischen Kolonialverwaltung gepachtet hatte. Die Familie Da Cruz beherrschte von hier aus bald ein Gebiet von gut 100 km im Durchmesser rechts und links des Sambesi, das sich der portugiesischen Kontrolle vollkommen entzog. In den Zambezi-Kriegen hatten die Portugiesen bereits etliche ähnlich selbständige, mehr oder weniger kurzlebigen Reiche erobern können. Die dreimaligen Versuche der Portugiesen, die Aringa von Massangano zu erobern wurde für sie jedoch zum militärischen Desaster.
Im Juli 1867 wurde die Streitmacht von Miguel Gouveia, Gouverneur von Tete vor Massangano komplett aufgerieben. November 1867 führte Oliveiro Queiros 400 reguläre Soldaten und weitere Hilfstruppen vor die Festung, musste die Belagerung aber wegen Nachschubmangels aufgeben und wurde seines Amtes enthoben. 1868 scheiterte eine dritte Expedition mit 500 regulären Soldaten unter starken Verlusten. 1869 schließlich holten die Portugiesen eine für die damaligen kolonialen Verhältnisse außerordentliche Streitmacht von 850 Mann regulärer Truppen aus ihrer Kolonie Goa und aus dem „Mutterland“ Portugal an den Sambesi. Auch diesmal scheiterte die Belagerung Massanganos am Nachschubmangel. Der anfangs noch geordnete Rückzug geriet jedoch bald zur heillosen, verlustreichen Flucht der Portugiesen, die die Familie Da Cruz und Massangano daraufhin für zwei Jahrzehnte unbehelligt ließen. Obwohl die Aringa von Massangano sogar von einem nahegelegenen Hügel überragt wurde – ein erheblicher militärischer Nachteil – gerieten die Eroberungsversuche der Portugiesen so zum größten militärischen Desaster einer europäischen Kolonialmacht in Afrika.
Erst 1888 gelang ihnen nach langer Belagerung die Einnahme der Festung der Da Cruz-Familie. Sie brannten die Anlage komplett nieder und errichteten – um sicherzugehen, dass die Macht der Da Cruz endgültig gebrochen war – auf dem ursprünglich im Zentrum der Festung befindlichen Hügel ein starkes, steinernes Fort. Während der Barue-Rebellion gegen die portugiesische Herrschaft in Mosambik 1917 wurde das inzwischen wieder verlassene Fort noch einmal kurzfristig von Mitgliedern der Da Cruz besetzt. Später eroberte der Busch auch das steinerne Fort zurück.